# 德林纳亚河
德林纳亚河（俄语：Река Длинная）或毛卖川（日语：／）是萨哈林州波罗奈区的河流，源起东萨哈林山脉中部，向西南方向流，长56公里，流域面积202平方公里，注入涅夫斯科耶湖。